# Garaeus apicata
Garaeus apicata är en fjärilsart som beskrevs av Moore 1867. Garaeus apicata ingår i släktet Garaeus och familjen mätare. Inga underarter finns listade i Catalogue of Life.